# Осоркон I
Осоркон I — давньоєгипетський фараон з XXII (Лівійської) династії.

## Життєпис
Був сином Шешонка I та його головної дружини Маат-Кара.
Упродовж перших трьох років свого царювання подарував храмам понад 254 тонн золота і срібла. Такі величезні внески свідчать про те, якими багатствами володіли фараони з лівійської династії на початку свого правління, попри втрату Нубії. Для зміцнення своєї влади у Гераклеопольському князівстві Осоркон збудував фортецю у Пер-Секхемкхеперра (Дім Осоркона) при вході до Фаюмської оази.
Його правління відзначилось загальним послабленням держави Бубастидів. Він намагався продовжити агресивну загарбницьку політику батька, Шешонка I. Однак, похід Осоркона до Палестини провалився. Як каже Біблія, на 10-му році царювання Аси (бл. 903 до н. е.) Зарай (тобто Осоркон) на чолі величезної армії вторгся до Юдеї (2 Хр 14:9), але був зупинений юдейським царем під Маріссою. Могутності Єгипту як світової держави часів Нового царства остаточно прийшов край.
Гробниця Осоркона I дотепер не знайдена.

## Родина
З двох дружин Осоркона, про яких є згадки на пам'ятниках, одна, на ім'я Ташедхонсу, народила сина Такелота, який і був призначений спадкоємцем батька, імовірно, за правом старшинства. За 15 років одноосібного правління Осоркон I призначив його своїм співправителем (бл. 910 до н. е.). Інший син, Шешонк, від другої дружини Осоркона - Мааткари, дочки фараона Псусеннеса II, також мав права на трон. Осоркон I, наслідуючи приклад власного батька, зробив Шешонка верховним жрецем Амона у Фівах.